# Storia del Savoia 1908
Questa pagina tratta la storia dell'Unione Sportiva Savoia 1908 dal 1908 al terzo millennio.

## Storia

La Canopic ancorata nel porto di Torre Annunziata

### 1908 - La fondazione
Il gioco del calcio, a Torre Annunziata fece la sua comparsa sulle banchine del porto cittadino. Furono per primi i marinai della Canopic nave della compagnia inglese Cunard Line, i pionieri del calcio torrese, agli albori del XX secolo. La prima società sportiva fu la Torrese fondata nel 1906 dal maestro d'armi e di ginnastica, Carlo Conte. Siccome in molti comuni del circondario napoletano erano sorti nei primissimi anni del Novecento, i primi club sportivi dediti alla nuova moda del calcio, a Torre Annunziata un gruppo di industriali dei locali molini e pastifici, fondò l'Unione Sportiva Savoia. L'incontro tra i soci avvenne nei locali del cinema-teatro Savoia di Torre Annunziata. L'origine del nome non è nota. Una prima ipotesi è l'incitamento dei soldati sabaudi Avanti Savoia, di cui i soci fondatori avevano fatto parte e combattuto per la Casa Reale. Un'altra ipotesi, è un omaggio alla casata regnante. L'ultima, il nome è quello del locale dove è avvenuta la fondazione. Il colore sociale fu il bianco, lo stesso della materia prima utilizzata dai fondatori nelle loro industrie: la farina. Questi i nomi dei pionieri dell'Unione Sportiva Savoia:
Ciro Ilardi (sarà anche il primo presidente), Michele Di Paola, Andrea Bonifacio, Renato Zurlo, Mario De Gennaro, Salvatore Jovine, Luciano Saporito, Italo Moretti, Gennaro Fiore, Willy Fornari (sarà il primo allenatore), Ciccio Carlucci, Alberto Saporetti, Leonida Bertone e Giovanni Calabrese.

### Dagli albori agli anni venti

Una formazione del Savoia antecedente la Grande guerra

Una formazione del Savoia del 1921

Dopo alcuni anni dedicati a podismo e ciclismo, l'Unione Sportiva Savoia nel 1915 si affiliò alla FIGC. Nonostante l'Italia fosse in guerra, l'attività della società non si fermò e il 21 novembre 1915, a Napoli, sul ”Campo Marte”, giocò la sua prima partita, un'amichevole contro il Vito Fornari, che finì 0-0. Questo il primo undici sceso in campo nella storia biancoscudata: Cozzolino, Bernando, De Meo, Caputo, Cristiano I, Ambiguo, Buonamano, Cristiano II, Grimaldi, Ronconi, Guarino.
Il 1916 iniziò con quattro amichevoli, tre contro il Naples e una contro il Puteoli. Dal 9 aprile al 16 maggio partecipò al primo torneo ufficiale, la Coppa Internazionale, giocata in Campania, un girone di cinque squadre composto da Naples, Puteoli, Bagnolese, Internazionale e appunto U.S. Savoia. In partite di sola andata, terminò al terzo posto, con tre punti in quattro gare. Tra l'ottobre 1916 e il marzo 1917 giocò altre sei amichevoli tra cui un derby contro la Torrese vinto per 2-1, ed uno contro la Stabiese vinto per 3-0 a Castellammare di Stabia. In questo periodo vinse anche il campionato Campano di terza categoria battendo in finale, andata e ritorno, il Cantù Napoli, per 3-2 e 6-1.
Finita la prima guerra mondiale, nel maggio del 1919, partecipò al Trofeo Corriere di Napoli, ritirandosi però dalla competizione a due gare dal termine. Il 3 novembre 1919 perse lo spareggio per l'ammissione alla Prima Categoria, contro la Pro Caserta, quindi il primo campionato ufficiale a cui partecipò è quello di Promozione 1919-1920, all'epoca il secondo livello del calcio italiano. Terminò il campionato al terzo posto del girone B del raggruppamento Campano. Colse le uniche due vittorie del campionato nei derby stracittadini contro la Pro Italia, squadra torrese fondata nel 1913, ma per l'allargamento dei quadri viene comunque ammesso alla Prima Categoria.

### Il Lustro d'oro

Savoia e Pro Vercelli nell'amichevole del 23 settembre 1922

Il primo quinquennio degli anni venti, sarà per il Savoia quello che resterà nella leggenda del club. Partecipò consecutivamente, per un lustro appunto, a cinque campionati nella massima divisione calcistica nazionale, riuscendo ad arrampicarsi fin quasi alla conquista dello scudetto nel 1924.

Il 13 giugno 1920, fu inaugurato il Campo Oncino, contro la Salernitana partita persa per 1-0. Nello stesso periodo il Savoia assorbì la Pro Italia, e grazie anche all'allargamento dei quadri da parte della Federazione, venne ammesso alla Prima Categoria 1920-1921 sfumata appena un anno prima.
Nel girone Campano, vinto dalla Puteolana, terminò terzo con cinque punti in sei incontri. Nella seconda metà del 1920 giocò anche otto amichevoli, tra cui una con la Fortitudo, antesignana dell'odierna Roma, e vinse la Coppa Giordano battendo in finale la Salernitana 2-1.

Il tabellino di Lazio-Savoia 4-1 in un tabellino dell'epoca

Nel 1921 il Savoia partecipò al campionato di Prima Divisione organizzato dalla CCI, a cui partecipavano i club più forti della Penisola. Terminò il girone Campano al secondo posto alle spalle dei Diavoli Rossi della Puteolana. La squadra mise a segno la bellezza di trentacinque reti in nove partite disputate, tra cui una vittoria per 0-8 in trasferta contro la Bagnolese. Goleador del girone fu Giulio Bobbio con quindici reti.
Il 1922 fu l'anno della riconciliazione tra FIGC e CCI. Al via il Savoia presentava in rosa alcune stelle della fallita Puteolana, tra cui Cassese. Stravinse il girone Campano, lasciando un solo punto sul campo dell'Internaples, laureandosi per la prima volta nella sua storia Campione Campano. Nelle semifinali di Lega Sud, nel girone A, terminò al primo posto con 10 punti in sei partite, davanti ad Alba Roma ed Anconitana. Nella doppia finale di Lega Sud venne eliminato dalla Lazio, pareggiando a Torre Annunziata per 3-3 e venendo sconfitta per 4-1 a Roma, con tripletta di Fulvio Bernardini per i romani. Durante questo campionato si svolsero anche alcune amichevoli di lusso contro Pro Vercelli, Bologna e Ute Budapest.
All'inizio della stagione 1923-1924, vi fu alla presidenza il passaggio di consegne tra Pasquale Fabbrocino e Teodoro Voiello, industriale torrese del pastificio omonimo. Per il secondo anno consecutivo, il Savoia dominò nel girone campano, composto da sei squadre, lasciando un solo punto sul campo della Stabiese, con ventuno gol all'attivo e solo due al passivo e sette punti di distacco sulla seconda Internaples, confermandosi campione campano.
Nelle semifinali di Lega Sud, in un girone composto da Lazio, Ideale Bari e Anconitana, il Savoia finì primo, con un punto di vantaggio sui laziali. Fondamentale la rete realizzata all'87º da Nicola Cassese a Roma che sancì il pareggio definitivo per 2-2. Nelle finali di Lega Sud, il Savoia affrontò l'Alba Roma. In casa finì 2-0 con doppietta di Giulio Bobbio, mentre in trasferta ad avere la meglio furono i romani (1-0). Poiché a parità di punti in classifica (due punti a testa) non contava la differenza reti (favorevole al Savoia, avendo segnato nel duplice confronto due gol contro uno dell'Alba) fu necessaria una bella in campo neutro: tuttavia, sul neutro di Livorno si presentò solo il Savoia, ed il giudice sportivo assegnò ai bianchi la vittoria a tavolino per 2-0. Il Savoia venne così proclamato Campione dell'Italia Centromeridionale, unico titolo ad oggi nella bacheca dei biancoscudati, ottenendo l'onore di affrontare il Genoa nella finale nazionale per l'assegnazione dello scudetto.

#### Vicecampioni d'Italia
(Il Mattino, 1º settembre 1924)
(Il Corriere di Napoli, 7 settembre 1924.)

Fasi di gioco di Genoa-Savoia

L'undici sceso in campo a Torre Annunziata nella finale scudetto del 1924

Rassegna stampa della finale di andata

I giornali commentano le due gare di finale

Fino a quell'anno i Campioni dell'Italia Centromeridionale avevano sempre perso contro le squadre settentrionali. Puntualmente, ciò si verificò anche nella partita di andata tra Genoa e Savoia, disputatasi a Genova il 31 agosto 1924. Il punteggio finale fu di 3-1 per i rossoblù.
L'incontro di ritorno si disputò al Campo Oncino di Torre Annunziata il 7 settembre 1924. Qui il Genoa fu accolto tra l'entusiasmo generale dei tifosi, e furono ricevuti anche dal Sindaco Francesco Galli de' Tommasi. Tutto si decise nel secondo tempo, quando Moruzzi realizzò un gol fantasma su una corta respinta di Visciano dopo un tiro dalla distanza di Catto. Passati appena due minuti, arrivò il pari dei biancoscudati con Mombelli, che su passaggio di Bobbio fulminò il portiere della Nazionale De Prà. Il Savoia finì l'incontro all'attacco alla ricerca della vittoria, che avrebbe dato la bella in campo neutro ai bianchi. Con questo risultato il Savoia entrò nella storia del calcio italiano, in quanto fu la prima squadra dell'Italia centromeridionale a terminare invitta con una squadra dell'Italia settentrionale. In seguito, l'arbitro del match Augusto Rangone riconobbe che la rete di Moruzzi non andava convalidata e che l'aveva concessa soltanto perché non riteneva il Savoia capace di costringere il Genoa allo spareggio.
Ecco il tabellino dei due incontri di finale:
| Finale di andata Genova, 31 agosto 1924 Genoa 3 Savoia 1 Genoa: De Prà, Bellini, De Vecchi, Leale, Burlando, Costella, Bergamino, Santamaria, Catto, Sardi, Neri Savoia: Visciano, Nebbia, Lobianco, Borghetto, Gaia, Cassese, Orsini, Ghisi I, Bobbio, Mombelli, Maltagliati Arbitro: Gama sr. Marcatori: 15' Catto, 16' Sardi, 49' Bobbio, 55' Santamaria | Finale di ritorno Torre Annunziata, 7 settembre 1924 Savoia 1 Genoa 1 Savoia: Visciano, Nebbia, Lobianco, Cassese, Gaia, Borghetto, Orsini, Ghisi I, Bobbio, Mombelli, Maltagliati Genoa: De Prà, Bellini, De Vecchi, Barbieri, Burlando, Leale, Neri, Moruzzi, Catto, Santamaria, Mariani, Arbitro: Rangone Marcatori: 71' Moruzzi, 73' Mombelli |

#### Seconda metà degli anni venti

Il presidente Fabbrocino

Nel campionato del 1924-1925, il Savoia vinse ancora una volta il girone campano, confermandosi per il terzo anno consecutivo campione campano, ma venne eliminato nel girone semifinale di Lega Sud, vinto dall'Anconitana.
Nel 1926, problemi finanziari costrinsero il Presidente Voiello a lasciare le redini della società, che sospese l'attività agonistica nazionale. Rifondata il 20 maggio 1926 da alcuni benestanti torresi, con a capo ancora il Presidente Voiello, la società prese parte al campionato di Seconda Divisione, divenuta nel frattempo il terzo livello nazionale, per le riforme del calcio italiano, che porteranno alla creazione di lì a poco del girone unico. Dopo aver vinto il girone campano, arrivò primo a pari merito con il Terni. Perse lo spareggio di Roma del 17 luglio 1927 per 1-0, ma venne promosso ugualmente in Prima Divisione dal Direttorio Divisioni Superiori, per meriti sportivi, in seguito all'allargamento dei quadri societari. L'inaspettata promozione, aggravò la già precaria situazione finanziaria dei bianchi, in quanto la società dovette affrontare trasferte più lunghe, Firenze, Bari, Foggia e Taranto, cioè l'élite del calcio centro-meridionale d'allora. Alla presidenza c'era il duo Fabbrocino-De Nicola, che per allestire una rosa competitiva, richiamarono Giulio Bobbio, che nella stagione precedente aveva giocato nel Napoli. Ma, nonostante tutto, poté fare poco per mantenere a galla il vessillo biancoscudato. Quella fu la sua ultima stagione a Torre Annunziata in cui segnò cinque gol in tre partite, per un totale in maglia bianca di quarantasette gol, primato tuttora imbattuto.

A seguito dei fatti dell'11 dicembre 1927, tentativo di combine nella gara interna giocata contro la Fiorentina, la FIGC comminò al Savoia 4 500 lire di multa che portarono al fallimento della società. Nel 1928-1929 la società disputò solo qualche amichevole a carattere locale.

#### Gli anni trenta

Il Savoia 1938-1939, allenato da Enrico Colombari.

Nel primo anno dell'istituzione del girone unico, a seguito della riforma dei quadri, il Savoia partecipò al campionato di Terza Divisione Campana, quinto ed ultimo livello del calcio italiano, centrando subito la promozione in Seconda Divisione Campana, divenendo per la quarta volta campione campano, e sarà ripescato addirittura in Prima Divisione dalla FIGC per meriti sportivi. La prima stagione in terza serie fu però disastrosa per la società oplontina che arrivò ultima nel girone E, evitando la retrocessione in Seconda Divisione solo per allargamento del campionato. Nel campionato 1931-1932 invece il club sfiorò l'accesso ai gironi finali arrivando terzo nel girone F dietro solo a Salernitana e Messina.
Dopo altri due buoni campionati (terzo nel 1932-1933 e quinto nel 1933-1934) il Savoia nella stagione 1934-1935 arrivò sesto nel girone H a pari merito con la Bagnolese. Con la riforma dei campionati voluta dalla FIGC e la costituzione della Serie C a partire dalla stagione 1935-1936, le prime sei classificate sarebbero state ammesse al nuovo campionato. Fu dunque necessario uno spareggio tra le due formazioni campane che fu vinto dalla Bagnolese per 2-1. Il Savoia venne poi ripescato dalla FIGC in C dove arrivò nono. Ma durante l'estate la squadra fallì, e nel 1936-1937 assunse la denominazione di A.C. Torre Annunziata, partecipando al campionato di Prima Divisione-Direttorio XIII-zona Campania.
Nel torneo di Prima Divisione 1937-1938 assunse la denominazione di Spolettificio Torre Annunziata e dominò il campionato con quattordici vittorie in sedici incontri, ottenendo la promozione in Serie C. Dopo aver assunto la nuova denominazione di U.S. Savoia, ottenne un lusinghiero secondo posto nel 1938-1939, mentre nella stagione successiva terminò al nono posto, raggiungendo i sedicesimi di finale in Coppa Italia.

#### Gli anni quaranta e la Serie B

Bruno Pesaola, allenatore del Savoia nel 1963-1964.

Il nuovo decennio si aprì con un quinto, un undicesimo e un terzo posto prima dell'interruzione nel periodo bellico. Nel 1944 assunse il nome di Torrese partecipando alla Coppa della Liberazione. L'anno successivo partecipò al campionato campano misto dove si classificò nono. Alla ripresa dei campionati la Torrese, che nel frattempo cambiò denominazione in Ilva Torrese ottenne un quarto posto nel 1945-1946, piazzamento che valse la promozione in Serie B. Dopo un ottimo sesto posto nel 1946-1947, che rappresenterà il punto più alto raggiunto dalla società biancoscudata dall'istituzione del girone unico, nella stagione successiva non riuscì a ripetersi e, anche a causa di una riforma dei campionati voluta dalla FIGC, al termine della stagione 1947-1948 venne retrocessa in Serie C, che conserverà fino al 1950-1951.

#### La rifondazione del 1955

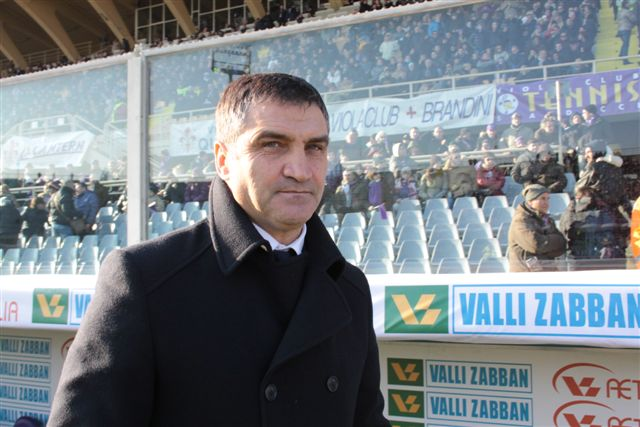
Luigi De Canio, conquistò la C1 alla guida dei bianchi nel 1994-1995.

Rifondata nel 1955, la risalita portò il Savoia a giocare 3 campionati di Serie C, e poi a giocare dal 1978-1979 in poi tra Serie C1 e Serie C2 (con l'eccezione del periodo 1982-1990). Dopo la retrocessione in Serie D nel 1992-1993 in uno spareggio con il decaduto Licata fortunatamente cassata da un ripescaggio, la promozione in terza serie risale al 1994-1995.

### Il ritorno tra i cadetti
Dopo quattro stagioni in C1, arrivò la trionfale promozione del 1998-99. La stagione in Serie B non fu brillante anche se rappresenta uno dei momenti più importanti della storia calcistica dal dopoguerra: il Savoia finì al 19º posto retrocedendo, ma ottenendo alcuni risultati di rilievo quali le vittorie casalinghe contro Empoli e Sampdoria (entrambe per 1-0), la vittoria esterna (1-3) contro la Salernitana ed il pareggio contro il Napoli al San Paolo e il Brescia al Rigamonti.
L'anno dopo, in C1 il Savoia tentò nuovamente la scalata tra i cadetti, sfiorando gli spareggi-promozione.

### Declino e rinascita

#### I fallimenti del 2001 e del 2009

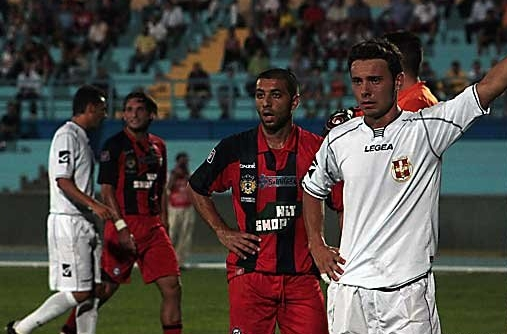
La casacca con il logo celebrativo del centenario, durante un Cosenza-Savoia di Coppa Italia Lega Pro 2008-2009.

Alla fine della stagione, il Presidente Moxedano annunciò la cessione della società ad un imprenditore sorrentino, tale Antonino Pane, tuttavia quest'ultimo si rese subito colpevole di numerose irregolarità finanziarie sancendo la mancata iscrizione al campionato di serie C1 e il fallimento della società. Per tali vicende Antonino Pane è stato in seguito giudicato e condannato a sei anni di carcere, mentre per Mario Moxedano le indagini sono ancora in corso.
Il Football Club Intersavoia, nato dal connubio durato due anni con un'altra storica formazione campana, l'Internapoli, ripartì dall'Eccellenza e risalì in Serie D, dove ha militato per 8 stagioni con il nome di Football Club Savoia 1908. Si è messa subito in mostra con diverse lotte al titolo per ambire ai campionati superiori. Infatti nelle stagioni 2003-2004, 2004-2005 e 2006-2007 il Savoia ha disputato i play-off, arrivando in finale nelle prime due occasioni con Potenza e Sorrento, e nel 2007 contro il Siracusa, perdendo in tutte e tre le occasioni.
La squadra, dopo ben 8 anni di serie D, è retrocessa nel campionato regionale di Eccellenza, dove disputa la stagione 2009-2010 e dal quale si ritira il 14 novembre.
1908: Unione Sportiva Savoia

1928: Savoia

1930: Fascio Sportivo Savoia

1936: Associazione Calcio Torre Annunziata

1937: Spolettificio Torre Annunziata

1938: Unione Sportiva Savoia

1944: Associazione Calcio Torrese

1945: Ilva Torrese

1946: Unione Sportiva Torrese

1955: Unione Sportiva Savoia

1963: Associazione Polisportiva Savoia 1908

1978: Associazione Calcio Savoia 1908

2001: Football Club Intersavoia

2002: Società Sportiva Savoia 1908

2004: Football Club Savoia 1908

2010: Associazione Sportiva Dilettantistica Calcio Savoia

2011: Associazione Calcio Savoia 1908

2015: Associazione Sportiva Dilettantistica Oplonti Pro Savoia

2017: Associazione Sportiva Dilettantistica Savoia 1908

2018: Associazione Sportiva Dilettantistica Unione Sportiva Savoia 1908

#### La rinascita del Savoia
La storica squadra di Torre Annunziata viene rifondata il 19 giugno 2010, quando dalle ceneri dell'Atletico Savoia, la seconda squadra cittadina, viene fondata una nuova società che assume la denominazione di Associazione Sportiva Dilettantistica Calcio Savoia. La nuova società, formata da diversi soci locali, ritorna quindi in campo nella stagione 2010-2011 dopo quasi un anno dal fallimento e viene inserita nel campionato di Promozione campana.
Il 30 novembre 2010, l'allora presidente Giuseppe Caiazzo rassegna le proprie dimissioni dal suo incarico, assunto il 6 dicembre 2010 da Raffaele Verdezza, fino a quel momento uno degli investitori della società.
Il 17 febbraio 2011 la società acquista, tramite un'asta tenutasi presso il Tribunale di Torre Annunziata, lo storico marchio Associazione Calcio Savoia 1908, depositato fino a quel momento, dopo il fallimento del 2001 proprio nel tribunale di Torre Annunziata.

#### Il triplo salto di categoria
In concomitanza all'acquisto dello storico brand "A.C. Savoia 1908", la società ottiene ottimi successi anche nell'ambito del calcio giocato. La prima stagione dell'ormai ritrovato Savoia infatti, si conclude con una promozione, a seguito di una cavalcata trionfale. Il 19 marzo 2011, la squadra viene promossa matematicamente in Eccellenza con ben 5 giornate di anticipo. Il 14 aprile si conclude il campionato e l Savoia termina imbattuto con 25 vittorie e 5 pareggi. La squadra di mister Vitter, dimostra durante tutto il corso della stagione di essere nettamente superiore agli avversari, distanziando di ben 21 punti la seconda in classifica. Vengono stabiliti diversi record come il numero di vittorie consecutive (17), il maggior numero di punti realizzati in un campionato (80 punti), il maggior numero di vittorie in un campionato (25) e il primato di goleador di Luca Balzano (28 goal).
Nella stagione successiva il Savoia viene inserito nel girone A dell'Eccellenza Campania. Anche quest'annata si rivela trionfale per la squadra torrese. Dopo un'accattivante lotta a distanza con i casertani del Gladiator, il Savoia si aggiudica il campionato e il 1º febbraio 2012 i bianchi conquistano il trofeo Carmine Rea (fase regionale della Coppa Italia Dilettanti) vincendo per 2-1 la finale contro l'U.S. Agropoli, disputatasi allo Stadio Partenio di Avellino.
Il giorno 22 aprile 2012 con il pareggio per 1-1 con il Napoli Sanità, e il contemporaneo pareggio del Gladiator con lo Stasia, il Savoia conquista con una giornata di anticipo la promozione in Serie D.

L'8 giugno 2013, il socio di maggioranza Sergio Contino cede il 70% delle quote societarie da lui possedute, a Lazzaro Luce che diviene il nuovo presidente. Il 26 giugno i soci di minoranza, con in testa il presidente uscente Raffaele Verdezza, cedono il rimanente 30% delle quote, rendendo Luce padrone al 100%.
Nella stagione 2013-2014 il Savoia è considerata la squadra da battere e, guidata da Vincenzo Feola, resta in testa alla classifica dalla prima all'ultima giornata. La vittoria del 17 aprile 2014 per 7-2 sul Licata, decreta il ritorno dei biancoscudati nel calcio professionistico dopo 13 anni, ottenendo la terza promozione in quattro anni. Inoltre, vincendo tutte le partite casalinghe disputate in campionato, fu l'unica squadra italiana insieme alla Juventus a riuscirci nel corso della stagione.

#### Il ritorno tra i professionisti e il nuovo fallimento

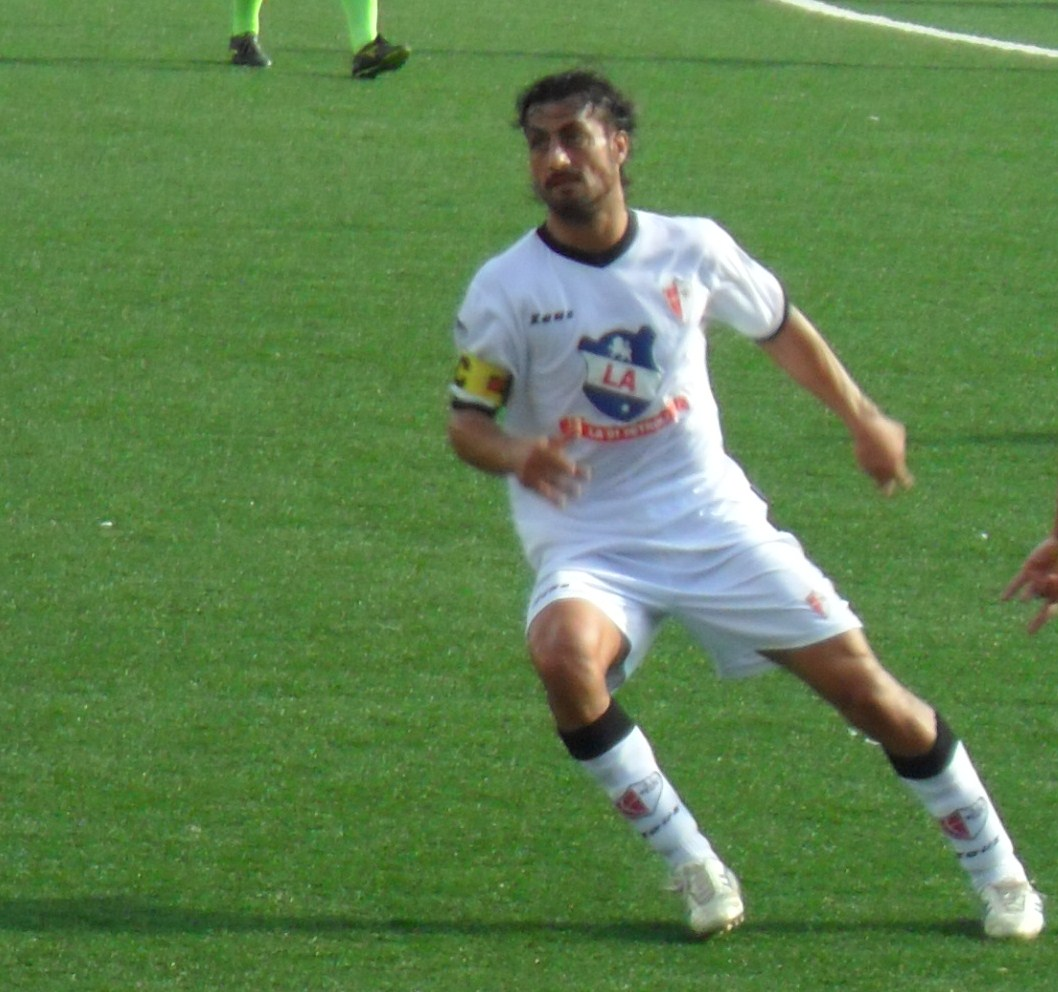
Francesco Scarpa in azione durante una partita di Lega Pro

Il 3 ottobre 2014 il club passò dalle mani della cordata capeggiata dalla famiglia Luce, a quelle del Consorzio Stabile Segesta capeggiato da Quirico Manca. Il club, nel frattempo, disputa un campionato di basso livello e si ritrova dapprima a disputare i playout e poi, a seguito della cancellazione della penalizzazione ai danni della Reggina, all'ultimo posto, che sancisce la retrocessione diretta in Serie D. Il 6 maggio 2015 l'amministratore unico Alfonso Piantoni presenta in tribunale l'istanza di fallimento per il club.

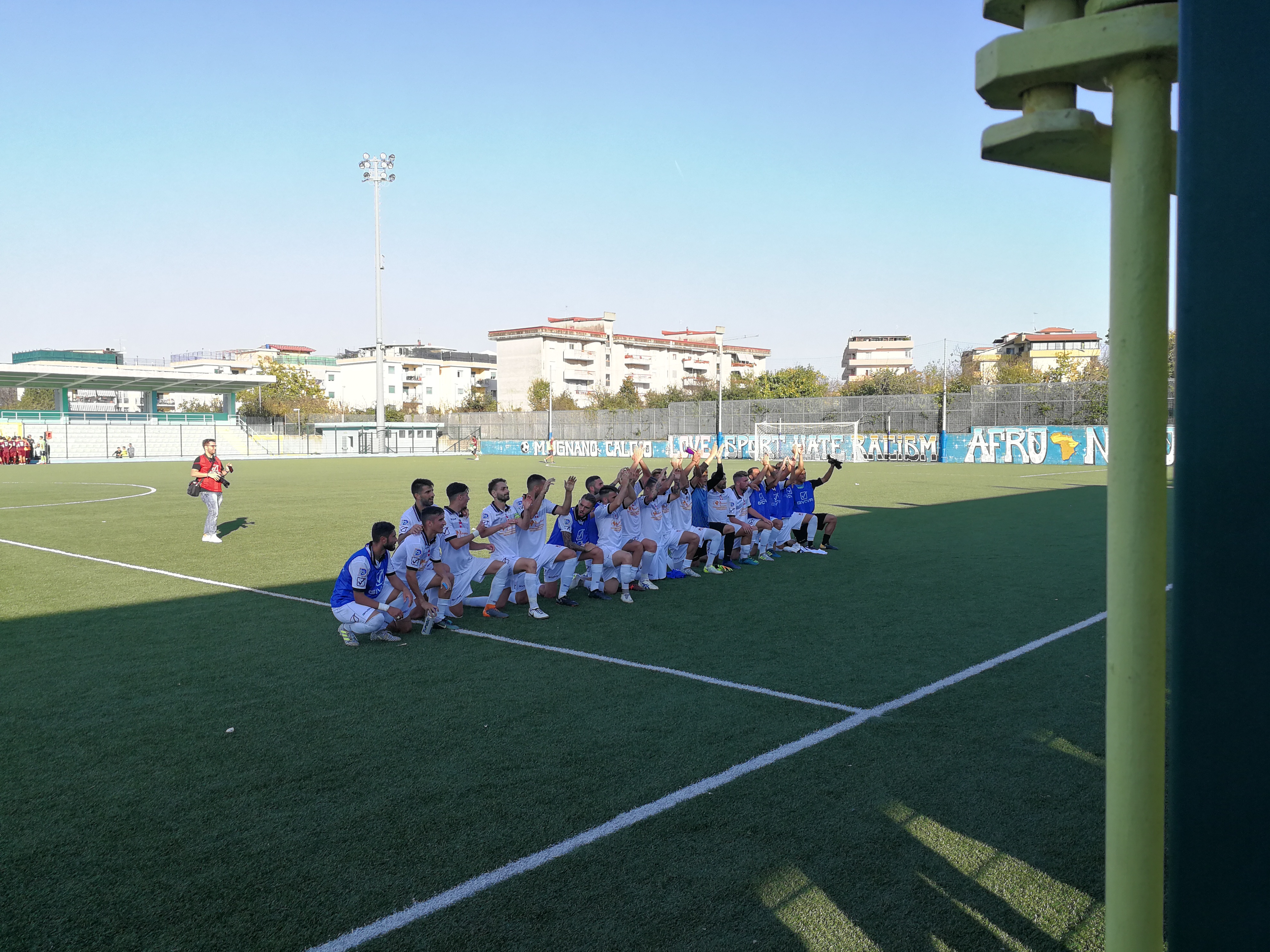
I calciatori del Savoia al termine di una partita

Nel giro di pochi giorni il club, pesantemente indebitato, fallisce e viene radiato dai campionati nazionali; l'avvocato napoletano Arnaldo Todisco opta pertanto per trasferire a Torre Annunziata il titolo sportivo del Campania Ponticelli, fondendo tale club con la Futsal Oplonti. Viene così costituita l'A.S.D. Oplonti Pro Savoia, che rileva la tradizione sportiva biancoscudata e si iscrive all'Eccellenza Campania 2015-2016, conclusa al sesto posto in classifica. L'anno seguente cambia nuovamente la presidenza, con Ciro Altea che rileva il club e con Ciro Immobile che diventa presidente onorario. Dopo un campionato tra alti e bassi, la squadra si classifica al terzo posto e perde la finale play-off. Nell'estate del 2017 avviene il terzo avvicendamento consecutivo in tre anni: Antonio Nuzzo è il nuovo presidente del Savoia. Il 30 agosto 2017 ha cambiato ufficialmente denominazione in A.S.D. Savoia 1908. Il 13 settembre 2017 il Savoia stabilisce il proprio record di gol segnati in Coppa Italia Dilettanti Campania, grazie alla vittoria per 14-0 contro il Casamarciano. Il 15 febbraio 2018 il Savoia vince per la seconda volta il trofeo Carmine Rea (fase regionale della Coppa Italia Dilettanti) vincendo per 5-3 ai tiri di rigore la finale contro il Nola. Il 18 marzo la squadra batte per 2-0 la Frattese e vince matematicamente il campionato di Eccellenza. La squadra vince per la terza volta il massimo campionato regionale, stabilendo un nuovo record, e con 130 gol fatti termina la stagione col miglior attacco di sempre..

Il 21 novembre 2018 il club ha celebrato 110 anni di attività.